# Constance Bennett

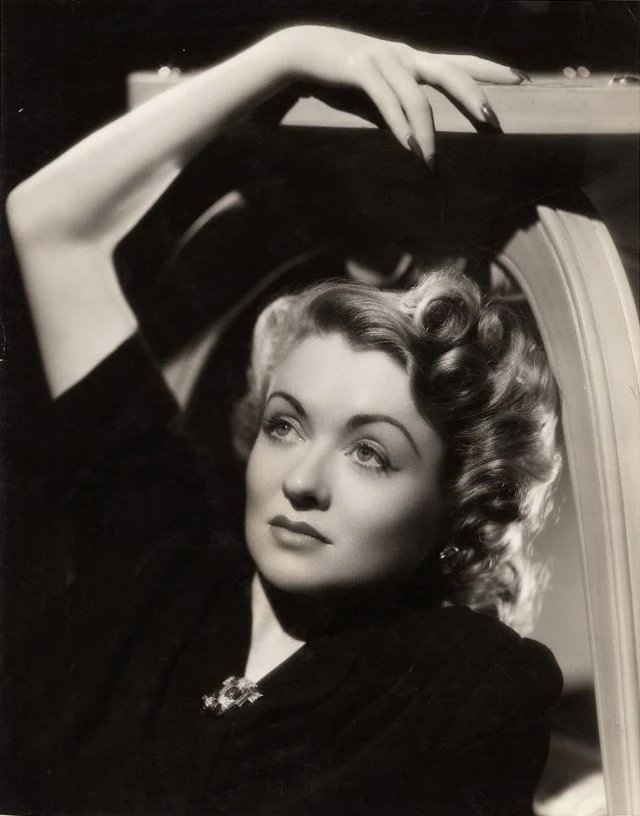
Constance Bennett (1930er-Jahre)

Constance Campbell Bennett (* 22. Oktober 1904 in New York City, New York; † 24. Juli 1965 in Fort Dix, New Jersey) war eine US-amerikanische Schauspielerin, die in der frühen Tonfilmzeit ein bedeutender Hollywood-Star war.

## Leben und Karriere
Constance Bennett entstammt einer Schauspielerfamilie, die sich bis ins 18. Jahrhundert zurückverfolgen lässt. Ihr Vater war der damals berühmte Bühnenstar Richard Bennett, ihre Mutter Adrienne Morris hatte ebenfalls eine Karriere beim Theater. Gemeinsam mit ihren jüngeren Schwestern Joan Bennett und Barbara Bennett begleitete Constance die Eltern oft auf Tourneen durch die USA. Alle drei Schwestern spielten 1916 in dem Film The Valley of Decision neben ihrem Vater Statistenrollen.
Constance wurde in exklusiven Privatschulen in New York und Paris erzogen. Schon früh für ihre Impulsivität und Willensstärke bekannt, brannte sie mit 16 an der Seite eines Millionärs durch; die Ehe wurde später jedoch annulliert. Kurz danach gab sie ihr Leinwanddebüt und entwickelte sich rasch zu einer beliebten Stummfilmschauspielerin. Sie hatte ihren Durchbruch 1925 durch die Mitwirkung in The Goose Woman neben Jack Pickford und in dem Filmdrama Charleston-Girls, das sie neben Joan Crawford zeigte. Während der Dreharbeiten zu diesem Film freundete sie sich mit Irving Thalberg an, der sie schon damals gern bei MGM unter Vertrag genommen hätte. Ein anderer angehender Produzent, David O. Selznick, gehörte seither ebenfalls zu ihren guten Bekannten. 1926 heiratete Bennett jedoch einen Eisenbahnerben und führte ein luxuriöses Leben innerhalb der höheren Gesellschaft.

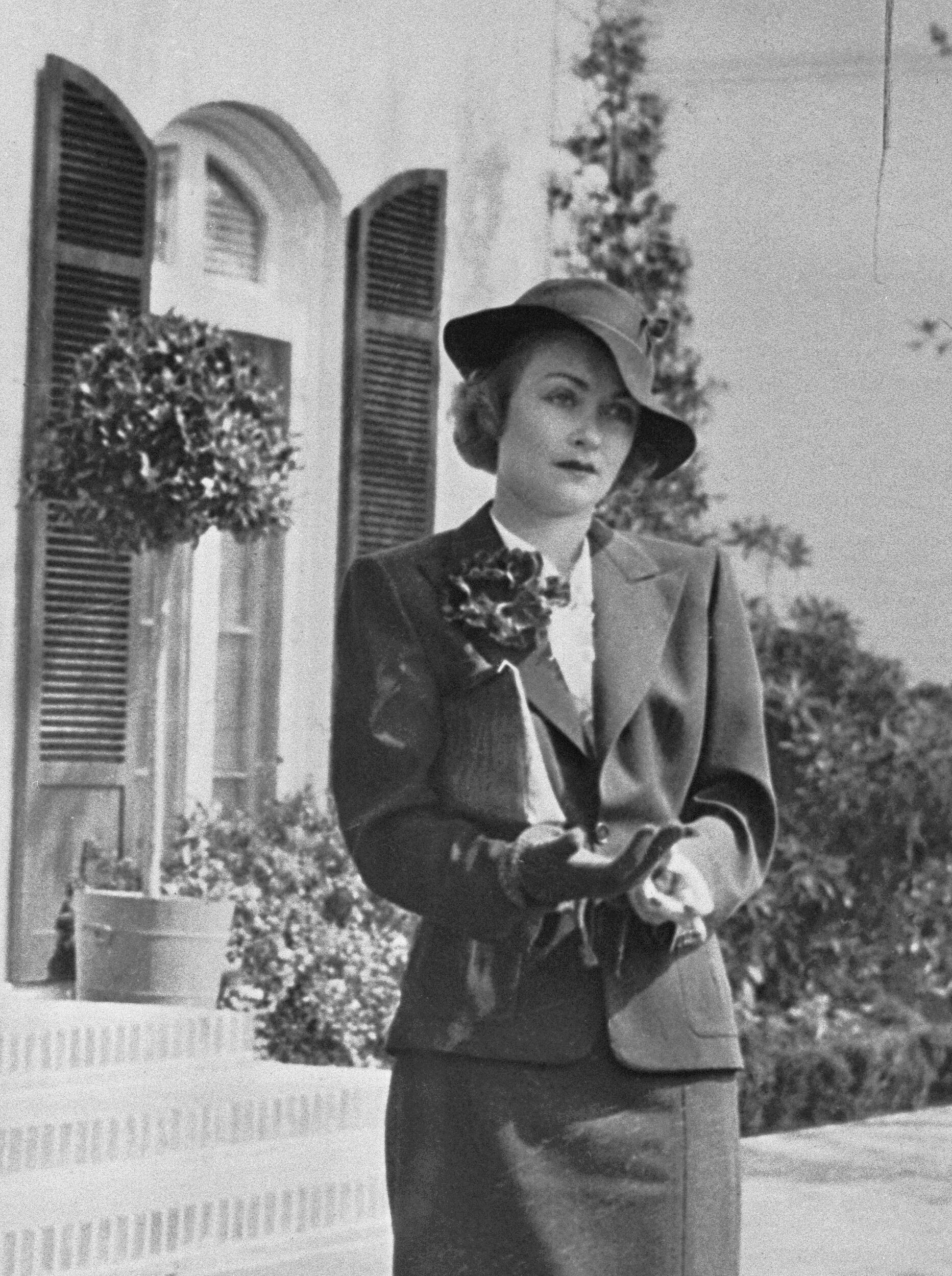
Constance Bennett vor ihrem Haus in Beverly Hills (1935)

Nach der Scheidung 1929 und einer Barabfindung in Höhe von 500.000 Dollar kehrte Bennett nach Hollywood zurück, diesmal unter Vertrag bei Pathé. Ihre leicht raue Stimme und ihr Image als elegante Dame der feinen Gesellschaft halfen ihr, innerhalb eines Jahres zum größten Star des Studios zu werden. Erfolge mit This Thing Called Love und vor allem Common Clay – gepaart mit einem ausgezeichneten Geschäftssinn – halfen Bennett, zum bestbezahlten Star der Zeit zu werden. Sie verhandelte unter anderem, dass sie während ihres Urlaubs Filme auf eigene Rechnung drehen konnte. Auf dem Höhepunkt ihrer Karriere 1931 verlangte und bekam sie von Warner Brothers für die Mitwirkung in dem Film Bought, der sie neben ihrem Vater Richard Bennett zeigte, eine Wochengage von 30.000 Dollar bei garantierten sechs Wochen Arbeit. Die Dreharbeiten wurden tatsächlich in nur knapp zwei Wochen abgeschlossen. Ähnlich hohe Gagen handelte sie bei MGM aus, als sie dort für The Easiest Way vor der Kamera stand. Der junge Clark Gable hatte eine kleine Nebenrolle in dem finanziell sehr erfolgreichen Film. 1932 bekam sie von ihrem Heimatstudio insgesamt 350.000 Dollar, wozu noch 150.000 Dollar kamen, die sie für ihre Mitwirkung in Two Against the World von Warner Brothers aushandelte.
Bennetts Leinwandimage war das einer eleganten, resoluten Frau, die sich von widrigen Umständen nicht unterkriegen lässt. Oft war sie am Anfang der Filme als ledige Mutter zu sehen, die im Laufe der Handlung einen attraktiven Ehemann bekam. Der wurde meist von Joel McCrea dargestellt, mit dem sie auch privat eine Affäre hatte. Ihren bekanntesten Film drehte sie 1932 unter der Regie von George Cukor: What Price Hollywood?, der die Geschichte einer Kellnerin schildert, die mit einem ehemals berühmten, dann aber alkoholkranken Filmstar liiert ist. Die Geschichte wurde unter dem Titel Ein Stern geht auf 1937 mit Janet Gaynor in der Hauptrolle neu verfilmt. Gleichzeitig wurde sie vom Studiopublikum als bestgekleidete Frau der Welt stilisiert, oder wie es ein Slogan verkündete: „Constance Bennett is without a rival as the fashion arbiter of the civilized world.“
Nachdem Pathé mit anderen Gesellschaften zur RKO verschmolzen war, war der Status von Bennett von aufstrebenden Schauspielerinnen wie Ann Harding, Irene Dunne und besonders Katharine Hepburn gefährdet. Nach dem Weggang von Selznick wurde ihr Vertrag 1933 nicht verlängert. Ein Versuch, bei MGM längerfristig als Star zu bleiben, scheiterte an Bennetts mitunter hochmütiger Art. Weder Outcast Lady, ein Remake von Eine schamlose Frau, noch die Filmkomödie Nach Büroschluss, bei der sie auf den Filmplakaten nach Clark Gable angekündigt wurde, verhalfen ihr zu neuer Popularität. Für den Produzenten Hal Roach drehte sie die Komödie Topper – Das blonde Gespenst von 1937, in der sie und Cary Grant als stilvolles Ehepaar auftraten, die nach ihrem Unfalltod als Geister zurückkommen, und Wie leben wir doch glücklich! aus dem Folgejahr. Zwar erwiesen sich beide Filme bei Kritikern und Publikum als erfolgreich, dennoch waren dies nur Einzelerfolge, die Bennett nicht ihre alte Popularität zurückbringen konnten. Eine ihrer letzten nennenswerten Rollen hatte sie 1941 als Nebendarstellerin in Die Frau mit den zwei Gesichtern, dem Film, mit dem Greta Garbo ihre Leinwandkarriere für immer beendete.

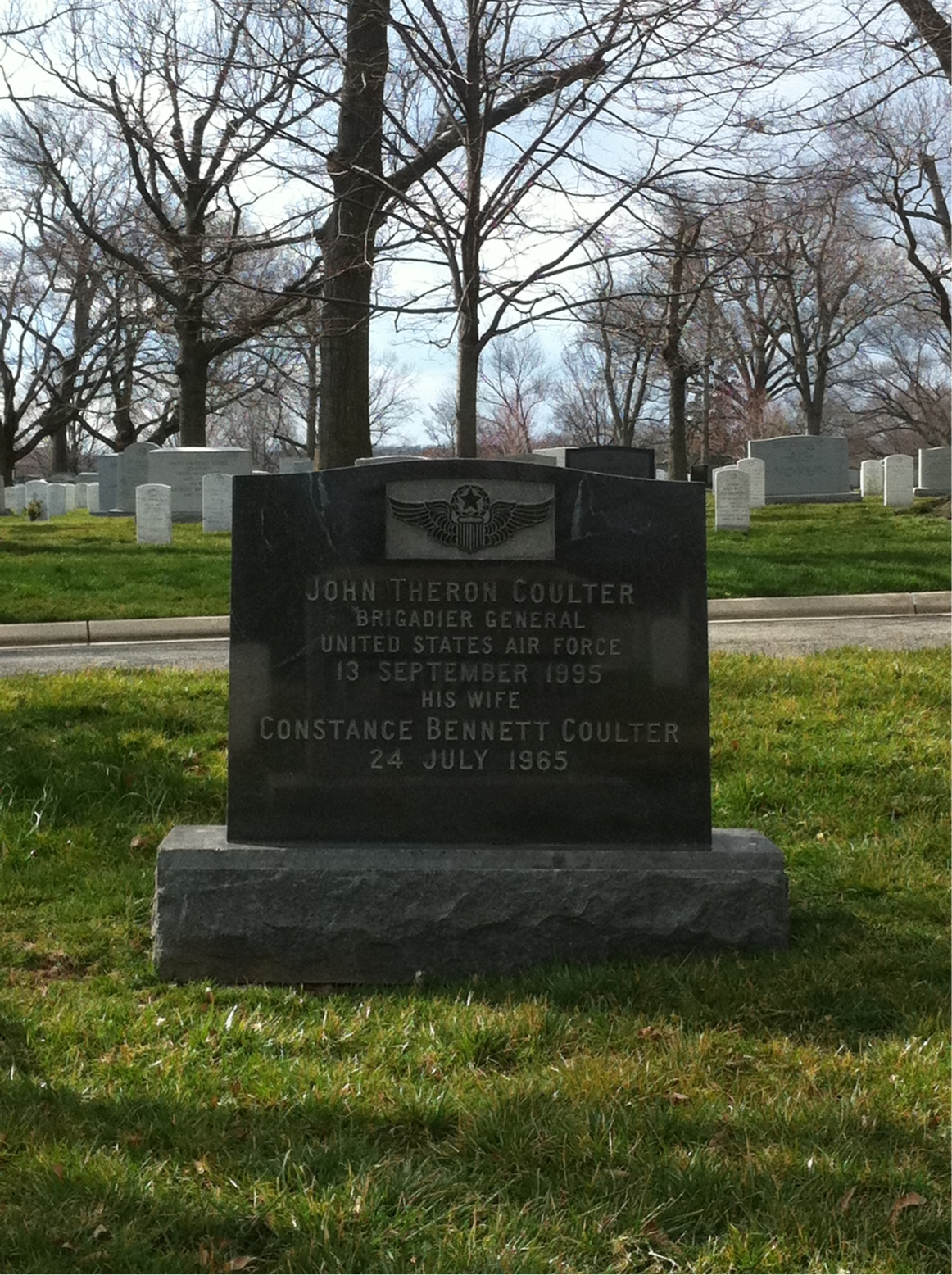
Bennetts Grab in Arlington, Virginia

In späteren Jahren stand Bennett nur noch sporadisch vor der Kamera. In ihrer letzten Filmrolle war sie 1966 als bösartige Schwiegermutter der Heldin, gespielt von Lana Turner in dem Remake Madame X zu sehen, nachdem Myrna Loy und Kay Francis die Rolle abgelehnt hatten. Der Film kam posthum in den Verleih. Zu Ehren von Constance Bennett gibt es seit 1960 einen Stern auf dem Hollywood Walk of Fame (6207 Hollywood Boulevard).

## Privatleben
Constance Bennett starb 1965 im Alter von 60 Jahren an den Folgen einer Gehirnblutung. Ihre letzte Ruhestätte befindet sich auf dem Nationalfriedhof Arlington. Zu den fünf Ehemännern der Schauspielerin gehörten Henri de La Falaise, der Ex-Ehemann von Gloria Swanson, sowie Schauspielkollege Gilbert Roland, mit dem sie eine jahrelange stürmische Beziehung hatte.
Bennett war einer der ganz wenigen Stars in Hollywood, die sich die Berichterstattung durch die Klatschreporterin Hedda Hopper nicht gefallen ließen; sie reagierte auf Falschmeldungen regelmäßig mit Klagen. Beide Frauen lebten in jahrzehntelangem Streit.

## Filmografie (Auswahl)
- 1916: The Valley of Decision
- 1922: Reckless Youth
- 1922: Evidence
- 1922: What’s Wrong with the Women?
- 1924: Cytherea
- 1924: Into the Net
- 1925: Wandering Fires
- 1925: The Goose Hangs High
- 1925: Code of the West
- 1925: My Son
- 1925: Die betrogene Frau (My Wife and I)
- 1925: The Goose Woman
- 1925: Charleston-Girls (Sally, Irene and Mary)
- 1925: The Pinch Hitter
- 1926: Married?
- 1929: Rich People
- 1929: This Thing Called Love
- 1930: Son of the Gods
- 1930: Three Faces East
- 1930: Common Clay
- 1930: Sin Takes a Holiday
- 1931: Herz am Scheideweg (The Easiest Way)
- 1931: Born to Love
- 1931: The Common Law
- 1931: Bought
- 1932: Lady with a Past
- 1932: What Price Hollywood?
- 1932: Two Against the World
- 1932: Rockabye
- 1933: Bed of Roses
- 1933: After Tonight
- 1934: Moulin Rouge
- 1934: Alles liebt, alles lügt (The Affairs of Cellini)
- 1934: Outcast Lady
- 1935: Nach Büroschluss (After Office Hours)
- 1936: Everything Is Thunder
- 1936: Ladies in Love
- 1937: Topper – Das blonde Gespenst (Topper)
- 1938: Uns geht’s ja prächtig (Merrily We Live)
- 1938: Service de Luxe
- 1938: Topper geht auf Reisen (Topper Takes a Trip)
- 1939: Tail Spin
- 1940: Escape to Glory
- 1941: Flucht in die Tropen (Law of the Tropics)
- 1941: Die Frau mit den zwei Gesichtern (Two-Faced Woman)
- 1942: Der wilde Bill (Wild Bill Hickok Rides)
- 1942: Sin Town
- 1942: Madame Spy
- 1945: Paris Underground
- 1946: Centennial Summer
- 1947: Der Unverdächtige (The Unsuspected)
- 1948: Smart Woman
- 1948: Angel on the Amazon
- 1951: As Young as You Feel
- 1954: Die unglaubliche Geschichte der Gladys Glover (It Should Happen to You)
- 1966: Madame X